# 무선 통신

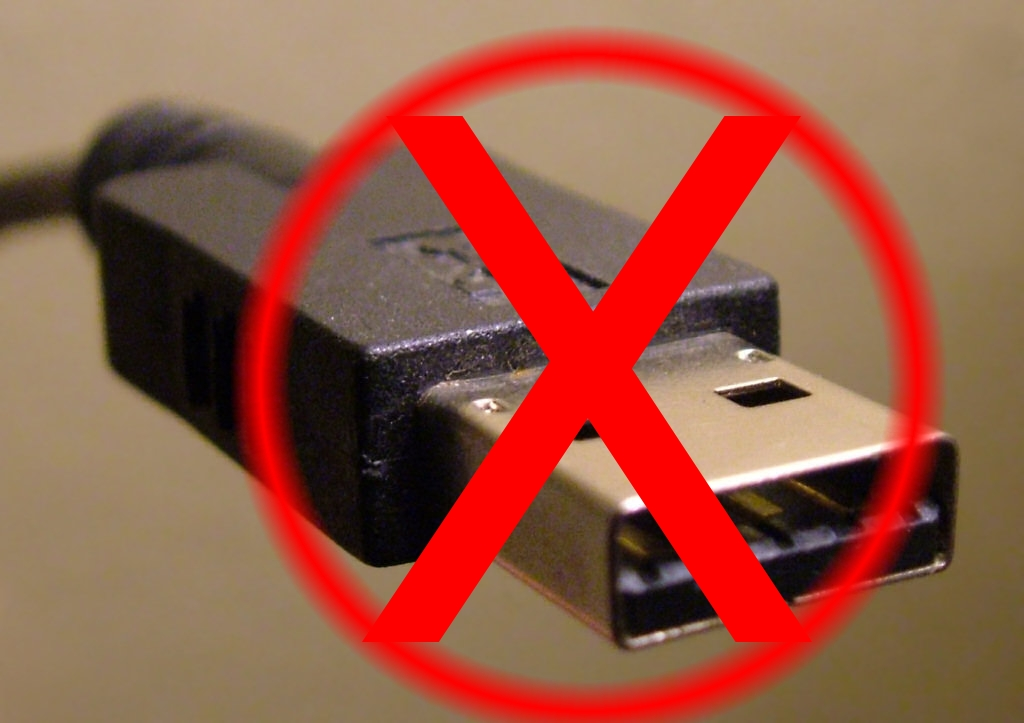
무선 통신

무선 통신(無線通信, 영어: wireless communication)은 둘 또는 그 이상의 지점 사이에 전기 전도체의 연결 없이 정보를 전송하는 것을 말한다.

## 개요
무선통신이란 전자기파를 이용한 통신 방법과 사람의 가청주파수를 넘는(들을 수 없는) 초음파 영역을 이용한 통신 방법으로, 일반 신호(사람 목소리 등)를 고주파와 합성하여 전파를 통해 전송하고 수신 측에서 이렇게 받은 고주파 신호를 처리하여 다시 원래의 신호로 바꾸는 방법을 말한다.
넓은 의미의 무선 통신은 적외선을 이용하는 텔레비전 리모콘과 같이 수 미터 이내에서 작동하는 것에서부터 위성 통신과 같이 수천 킬로미터 떨어진 곳에서 이루어지는 것까지 다양하다. 전파(공간파)를 이용하는 "Radio Communication"은 일반적으로 "무선통신"이라 불리지만 그 외에 적외선, 가시광선 등 (레이저, LED 등)을 이용한 광무선통신, 음파 또는 초음파를 이용한 음향통신도 광의의 무선통신(와이어리스)에 속한다.

## 역사
아메리카 원주민의 연기 신호, 조선시대의 봉화와 같은 고전 통신 방식도 무선 통신이라 할 수 있겠으나 전신, 전화와 같은 유선 통신에 대비되는 개념으로서의 무선 통신은 모스 부호를 이용한 무선 전신이 시초이다. 이후 라디오와 같은 무선 기술의 발달로 무전기가 사용되었으며 20세기 중반까지 일반인의 무선 통신은 아마추어 무선 통신인 HAM이 대표적이었다. 20세기 후반에 등장한 이동통신의 보급으로 무선 통신 이용자가 급격히 증가하였으며, 다양한 무선 통신 기술의 출현으로 음성이나 인쇄전신부호 등의 간단한 정보의 전달을 뛰어넘어 영상 및 데이터의 전송을 실현하게 되었다.

## 주파수
먼저 주파수(Frequency)의 사전적 의미를 알아보면‘진동운동에서 물체가 일정한 왕복운동을 지속적으로 반복하여 보일 때 단위시간당 이러한 반복운동이 일어난 횟수를 진동수(주파수)라고 한다.’라고 되어있다. 말이 굉장히 어려운 것 같아서 쉽게 풀어보면‘1초에 몇 번 떨리는 지를 나타낸 것’이라고 할 수 있으며 단위는 헤르츠(Hz)를 사용한다. 사람이 말을 하면 성대를 통해 입 밖으로 울림이 발생하게 되고 이러한 울림이 공기를 매질로 하여 상대방의 고막에 전달이 된다. 상대방은 이 소리의 떨림을 귀로 감지하고 소리를 들을 수 있게 되는 것이다. 사람이 낼 수 있는 소리의 주파수는 최저 87Hz(1초에 진동이 87번 일어남)에서 최고 1,200Hz이며, 사람이 들을 수 있는 음파의 주파수(가청주파수: Audio Frequency)는 15~20,000Hz이다.

## 대역폭
각각의 초음파를 이용하여 통신하는 무선기기들이 혼선 없이 자신의 무선 신호를 찾아내려면 다른 신호와 겹치지 않는 자신의 주파수 영역을 가져야 하는데 이를 대역폭(Bandwidth)이라고 한다. 주파수는 엉뚱한 주파수를 잘못 사용할 경우 범죄나 사고가 일어날 수 있으므로 정부에서 용도에 따른 주파수 분배를 하고 있다.(방송통신위원회와 한국전파진흥원)

## 주파수 대역에 따른 특성
주파수의 대역에 따라 신호가 갖게 되는 특성이 다르다. 주파수는 파장과 반비례하는데 낮은 주파수 대역은 속도가 떨어지는 대신 파장이 길기 때문에 장애물을 만나더라도 자연스럽게 굴곡되어 먼 거리까지 전파가 가능하고, 주파수가 높을 경우 대량의 데이터 전송을 빠르게 할 수 있다는 장점이 있지만 직진성이 증가해 장애물을 만나면 반사되어 수신 거리가 짧아지는 단점이 있다. 때문에 낮은 주파수는 원거리까지 도달하는 것이 중요한 항공/선박 항로 안내용으로 쓰이고, 이동통신 및 무선 랜 등은 300MHz~30GHz 대역에 들어가는 전파를 사용하고 있다.

## 통신사별 주파수 영역의 특징
- 1, 2세대의 경우: 1, 2세대 국내 이동통신사의 주파수 사용 현황을 살펴보면 SK텔레콤이 800MHz 대역폭을, KT, LGT가 1.8GHz의 대역폭을 사용하였다. 통신사업을 먼저 시작한 SKT는 ‘황금주파수’라고 불리는 800MHz 주파수 대역을 선점하여 사용하였는데 이 대역은 주파수 도달 거리가 멀고 통화품질이 우수하여 산속이나 지하에서도 잘 터지는 특성이 있다. 반면 KT, LGT가 사용하고 있는 1.8GHz대의 주파수 영역은 직진성이 강해 장애물을 만나면 반사되어 버리기 때문에 통화 불통지역이 나오게 된다. 실제로 한 조사에 따르면 KT, LGT가 SKT 기지국의 1.73배 가량을 더 투자하여야 SKT와 동일한 수준의 통화품질을 유지할 수 있는 것으로 확인되었다고 한다.

- 3세대의 경우: 2004년 통신사들은 2G에서 3G 통신망을 서비스하기 위해 새 3G 통신망을 깔기 시작했다. SKT와 KT는 WCDMA망을 설치하기 시작하였고 LGT는 CDMA 방식에서 진보된 CDMA Rev.A로 업그레이드를 시작하였다.

- SKT와 KT의 WCDMA: 먼저 3G WCDMA로 공격적인 마케팅을 시작한 곳은 KT(F)였다. KT는 2007년 WCDMA망을 서울과 수도권에 먼저 설치하고 SHOW라는 슬로건과 함께 영상통화가 가능하다는 점을 부각시켜 광고를 하기 시작하였다. SKT 역시 KTF에 이어 T 라는 슬로건으로 3G 광고를 시작하였으며, SKT 역시 영상통화를 중심으로 광고를 하였으나, 초기 너무 적은 기지국 숫자로 인한 통화 불통 지역으로 인하여(위에서도 말했듯이 주파수가 높아질수록 더 많은 기지국의 숫자가 필요하다. 3G의 경우 SKT와 KT 모두 2.1GHz대의 주파수를 사용하고 있다) 사용자의 불만사항이 많았으며, 3G 폰을 구입했던 사용자들이 다시 2G 폰으로 다운그레이드 하는 현상도 발생하였다. 지금은 기지국 증설로 어느 정도 안정화가 되었으며, SKT와 KT가 같은 주파수 대의 전파를 사용하므로 2G에서 갖고있었던 SKT의 통화품질의 우위는 3G에서는 사라졌다고 할 수 있다.

- LGT의 CDMA Rev.A: SKT와 KT가 영상통화 마케팅을 하고 있을 때 LGT에서는 OZ라는 슬로건을 걸고 마케팅을 시작했다. LGT는 WCDMA가 아닌 3G CDMA Rev.A라는 기술을 적용하였으며(1.7GHz) 기존 통신사에서 제공하던 텍스트형 인터넷이 아닌 실제 인터넷 페이지 접속이 가능한 ‘풀 브라우징 인터넷’을 주력으로 홍보하기 시작하였다. 파격적인 가격과 인터넷 서비스를 통해 독자적인 영역을 구축하여 기대 이상의 성과를 올렸다.

## 전파 통신
일반적인 무선 통신은 전파를 이용하는 무선 통신을 말한다. 흔히 RF(Radio Frequency) 통신이라 불리기도 한다.

### 원리
전파를 이용한 무선 통신의 기본적인 원리는 라디오와 같다. 즉, 보내고자 하는 정보를 전파로 변조하여 전력증폭기(PA, Power Amplifier)를 통해 전파를 송출하고 수신하는 측에서는 수신된 전파를 복조하여 정보를 수신하게 된다. 쌍방향 무선 통신은 송신 주파수(Tx, Transmit Frequency)와 수신 주파수(Rx, Receive Frequency)를 별도로 두어 동시에 송수신이 가능하도록 고안된 무선 통신이다.

### 종류
무전기, 이동통신, 주파수공용무선통신시스템, 위성전화와 같은 음성 정보 전달을 주요 목적으로 하는 통신과 무선 인터넷, 와이브로, HSDPA와 같은 데이터 정보 전달을 주요 목적으로 하는 통신이 있다.

## 광무선통신
역사적으로 볼때 봉화대가 이에 해당하며 적외선을 이용하는 근거리 리모컨, 레이저를 이용하는 광무선통신 등이 있다. 인공위성-인공위성, 인공위성-지상 간 통신을 위해서 사용되기도 한다. 레이저의 경우 RF에 비해 광대역이며 방사각이 매우 작아 외부 간섭에 강하며 전자기적 잡음에도 장점이 있다. 대신 송수신간 정밀한 정렬을 필요로 한다.

## 같이 보기
- 무선랜
- 데시벨
- NFC
- 디지털 라디오
- 핫스팟 (와이파이)
- 라이파이
- 모바일
- 안테나
- 무선 액세스 포인트